# 楚克許特爾山
46°57′42″N 11°09′13″E / 46.96167°N 11.15361°E

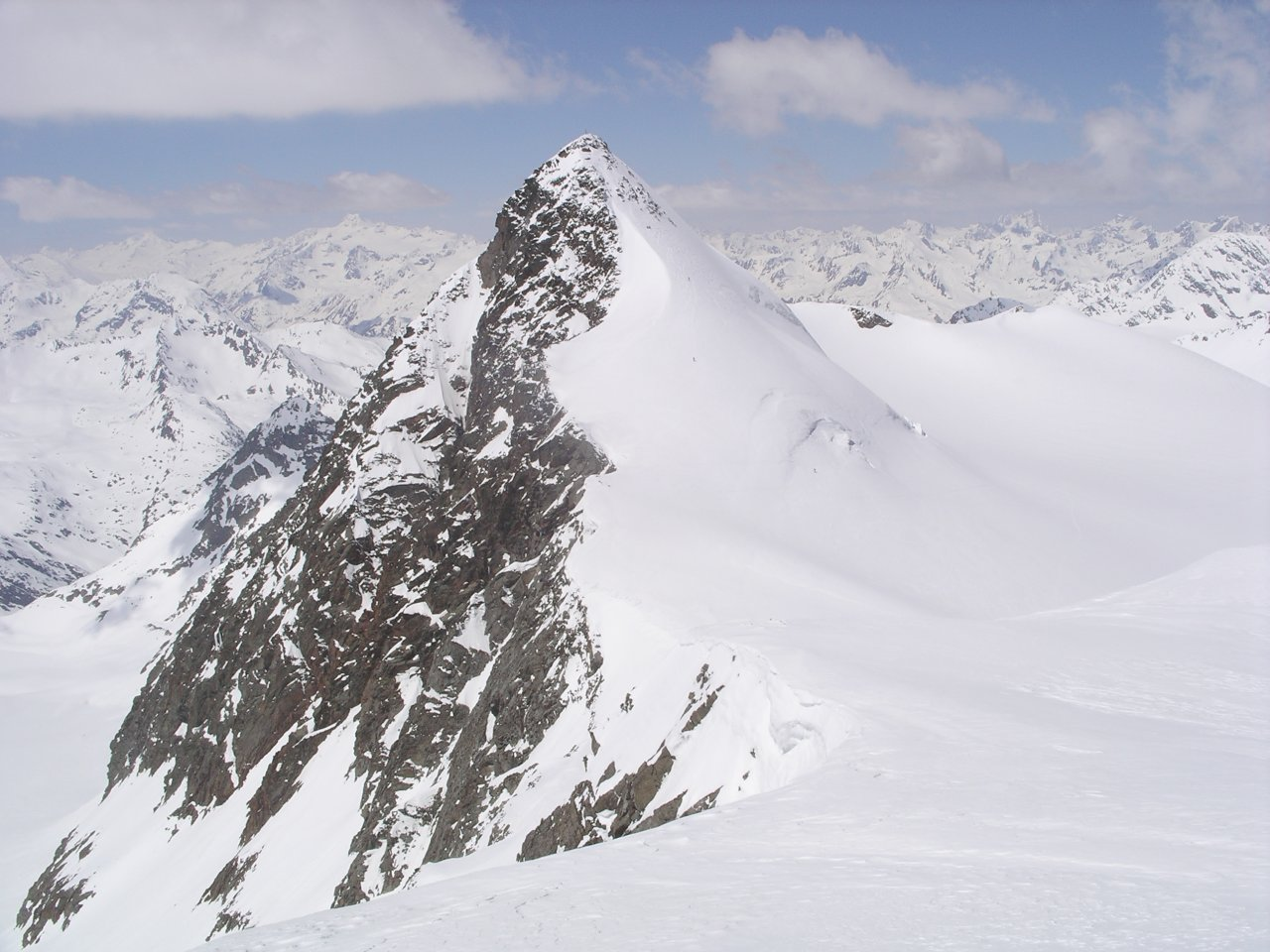

楚克許特爾山（德語：Zuckerhütl），是奧地利的山峰，位於該國西部，由蒂羅爾州負責管轄，屬於斯圖拜阿爾卑斯山脈的一部分，海拔高度3,507米，人類在1863年首次登上該山峰。